# Кананикольская волость
Кананикольская волость — административно-территориальная единица Зилаирского кантона, ранее — Орского уезда Оренбургской губернии.
Основное население — русские. «К моменту первой всеобщей переписи населения Российской империи (1897 г.) в Кананикольской волости Орского уезда Оренбургской губернии насчитывалось большое количество населенных пунктов пришлого населения… в Кананикольской волости происходил постоянный рост количества населенных пунктов и численности населения за счет переселения крестьянства из других регионов Российской империи» (М. М. Утягулов).

## Промышленность
Кананикольский медеплавильный завод горнозаводчика и промышленника П.Мосолова.

## Состав
До всеобщей переписи населения в волости было около двух десятков крупных населенных пунктов. По переписи 1917 г. на территории волости было 47 сел и хуторов
В фондах ГАОО (Государственный архив Оренбургской области) М. М. Утягулов обнаружил 9 хуторов, которые появились ранее конца XIX в.: Средний Куванат (4 хозяина, 2 дома), Денисов Куванат (3 дома), Теплый Куванат, Бушахмин, Гранный (Дранный), Афонькин, Алтанайский, Мурзабаиха, Юлмухаманкин ключ.
К концу XIX в. вновь образованных хуторов переселенцев насчитывалось в волости два — Александровка и Надеждинский.
Существовали населенные пункты, созданные в ходе хозяйственной деятельности, например, смолокурные заведения — Макаров ключ, Корнева, Филлипиха, Кирюхинский, Барский ключ, Янчурова, лесные кордоны и конторы — Бастанский кордон, Кувалатская лесопромышленная контора.
В начале XX в. появляется ещё один населенный пункт переселенцев — Ивано-Кувалат.